# Duranus
Duranus (Duranusso in italiano, anticamente Roccasparviera) è un comune francese di 178 abitanti situato nel dipartimento delle Alpi Marittime della regione della Provenza-Alpi-Costa Azzurra. I suoi abitanti sono chiamati Duranussiens, in italiano Duranussiani (desueto).

## Toponomastica
Il villaggio prende il nome del suo toponimo dalle parole latine dura nux (noce dura), voce latina poi alterata in Duranus nella lingua volgare.
In passato, infatti, ed esattamente nel Medioevo, Duranus, ch'era un semplice casale di "Roccasparviera" o Rocca Sparviera, distante circa tre miglia verso libeccio (sud-ovest) dalla Rocca, poi caduta in rovina nel Rinascimento, ricevette l'esodo degli abitanti dell'antico comune d'appartenenza, e poiché la località verdeggiava di moltissimi alberi di noci che prosperavano selvaticamente, senz'alcuna coltura da parte dell'uomo, prese il nome di "Dura Nux", termine che divenne popolarmente Duranus.

## Storia
Il territorio di Nizza ha fatto da sempre parte della Liguria sotto l'Impero Romano, nel Regno longobardo e nel Regnum Italiae formatosi con Carlo Magno.
Un tempo il comune di Duranus si chiamava Rocca Sparviera o Roccasparviera, con toponimo italiano, in riferimento alla Rocca degli Sparvieri, per la sua collocazione geografica inaccessibile, o comunque difficoltosa, il cui territorio comunale si eleva dall'altitudine minima di 194 metri fino a quella massima di 1.500 m.
Il comune di Duranus, fin dal 1388, ha seguito con tutta la contea di Nizza, le vicende storiche prima della Contea di Savoia e del Ducato di Savoia, e poi dopo il Congresso di Vienna, dal 1815 al 1860, le sorti del Regno di Sardegna-Piemonte.
All'uscita del villaggio, in direzione di “Saint-Jean-la-Rivière“, frazione del comune d'Utello, nelle Alpi Marittime, si trova il "salto dei francesi" (Saut des Français), luogo principale della resistenza dei Barbet contro l'occupazione della contea di Nizza da parte delle truppe francesi della Rivoluzione: alla fine del XVIII secolo, i soldati francesi erano precipitati dall'alto della falesia di 300 metri nella vallata del fiume Vesubia più in basso, in rappresaglia alle atrocità che essi avevano commesse, ma il racconto è leggendario.

### Salto dei Francesi
Ricerche archeologiche non hanno permesso infatti di confermare quello che non è forse che una leggenda, od un fatto rimasto isolato.
Per Laurent Ripart, le Saut des Français (Salto dei Francesi) ha ora
acquisito lo statuto di "luogo di memoria".
Per tutto il XIX secolo, i racconti di atrocità passate danno luogo ad una ricca tradizione orale, che permette ai barbet di prendere posto, a fianco dei Saraceni e della regina Giovanna, nel leggendario del "paese nizzardo".
Acquisirono ben presto i loro “luoghi di memoria“, come il celebre "salto dei francesi" di Duranus, dove, secondo la tradizione, i Barbet avrebbero gettato vivi dei soldati repubblicani, dall'alto d'un precipizio di più di 300 metri.

## Società

### Evoluzione demografica
Abitanti censiti